# 1. szimfónia (Walton)
Az  I. szimfónia (b-moll) William Walton két szimfóniája közül az ünnepeltebb műve, egyúttal az angol zeneszerzők legismertebb szimfóniái közé is tartozik,  melyet a szerző Imma von Doernberg bárónőnek dedikált.  Walton hosszú ideig dolgozott a művön, lassan fejezte be szimfóniáját, az első bemutatásakor a finálé nélkül adták elő 1934-ben, majd a négy tételes szimfónia premierje a rákövetkező évben 1935. november 6-án volt Londonban. 

## Bemutató
Az 1923-ban a Façade bemutatása után az avantgárd zeneszerzőként bemutatkozó Walton később a konzervatívabb  Portsmouth Point nyitánya és a Brácsaversenye majd a Belsazar lakomája premierjei  után már az angol zenei élet egyik legjelentősebb zeneszerzőjének számított.
A mindig lassan dolgozó zeneszerző 1931-ben kezdte el I. szimfóniája komponálását és 1933-ra három tételét be is fejezte, ezután viszont abbahagyta a művet, kritikusok, köztük Edward Greenfield szerint részben Imma von Doernberggel való kapcsolata lezárulása miatt, akinek a mű ajánlása szól. Mivel nem megbízásra komponálta szimfóniáját, így nem sürgette határidő. Ugyanakkor Sir Hamilton Hartynak tett ígérete szerint a még el nem készült mű bemutatását Walton engedélyezte, így a három elkészült tétel előadására 1934. december 3-án került sor a Queen's Hallban a Londoni Szimfonikus Zenekar közreműködésével.  Walton ugyanakkor egy másik mű komponálásába kezdett, Paul Czinner:  Escape Me Never című film filmzenéjének megírását vállalta el. Így a szimfónia negyedik tételét csak 1935 augusztusában fejezte be, és a teljes négy tételes I. szimfónia premierjére 1935. november 6-án került sor, ekkor Hamilton Harty a BBC Szimfonikus Zenekart vezényelte.   

## A mű felépítése
A szimfónia négy tételes, felépítésében Jean Sibelius hatását tükrözi, a tételei a következők:
1. Allegro assai – Poco meno mosso – A tempo, agitato – Poco meno mosso – Agitato poco a poco – Animato
2. Scherzo: Presto con malizia
3. Andante con malinconia
4. Maestoso -Allegro, brioso ed ardentemente – Vivacissimo – Agitato – Maestoso

## Fogadtatása
A kritikusok már a mű bemutatása óta megemlítik a darab kapcsán Sibelius jelentős hatását. Neville Cardus, angol kritikus szintén közéjük tartozott, viszont hozzátette, hogy Edward Elgar fénykora óta senki más, talán csak Sibelius tudott volna jelentősebb szimfóniát komponálni. Edwin Evans kritikus szerint a III. Andante con malinconia tétel idillikus elmélkedő hangvétele egyúttal bensőségesen személyes, a zenéjében megszólaló vágyakozást mintha a romantikus korból vette volna át. A kompozíció a legjelentősebb műnek tekinthető, amit Walton addig alkotott. A negyedig tétel optimista hangvételéről a kritikusok véleménye eltérő. Magáról a szimfóniáról Michael Steinberg egy 1998-ban írt, a nemzetközi szimfonikus repertoárt elemző tanulmányában szintén megemlíti Sibelius hatását, de hozzáteszi, „Walton I. szimfóniája mégis eredeti alkotás, a sibeliusi jegyek nem hasonlíthatók Brahms I. szimfóniájának beethoveni kapcsolatára. Nem biztos, hogy sokan neveznék Waltont a 20. század legnagyobb zeneszerzőjének, de az az állítás, hogy Walton I. szimfóniája egyike a 20. század legjelentősebb szimfóniáinak, nem tekinthető túlzásnak.”

## Felvételek
A szimfónia jelentőségét jól mutatják a lemezfelvételei is. Az első felvétel a Philharmonia Zenekarral Walton vezénylete mellett készült a HMV lemeztársaság égisze alatt 1953-ban, azóta pedig napjainkig csak Angliában majdnem húsz további lemezfelvételt készítettek többek között André Previn, Adrian Boult, Malcolm Sargent, Leonard Slatkin, Simon Rattle vezénylete mellett kiváló angol zenekarokkal, köztük a Londoni Szimfonikus Zenekar a Royal Filharmonikus Zenekar és a BBC Szimfonikus Zenekar.

## Média
- William Walton: I. szimfóniája, a Royal Filharmonikus Zenekart Vladimir Ashkenazy vezényli

## Fordítás
Ez a szócikk részben vagy egészben  a   Symphony No. 1 (Walton) című angol Wikipédia-szócikk ezen változatának fordításán alapul.  Az eredeti cikk szerkesztőit annak laptörténete sorolja fel. Ez a jelzés csupán a megfogalmazás eredetét és a szerzői jogokat jelzi, nem szolgál a cikkben szereplő információk forrásmegjelöléseként.